# Ophthalmoblysis cinerea
Ophthalmoblysis cinerea är en fjärilsart som beskrevs av W. Warren 1909. Ophthalmoblysis cinerea ingår i släktet Ophthalmoblysis och familjen mätare. Inga underarter finns listade i Catalogue of Life.